# Пончозеро
Пончозеро (рус. Пончозеро) слатководно је језеро ледничког порекла смештено у јужном делу Мурманске области, на крајњем северозападу европског дела Руске Федерације. Језеро се налази у југозападном делу Кољског полуострва, а административно припада Терском рејону. Преко своје протоке, реке Умбе, повезано је са акваторијом Белог мора. Река Умба улива се у Пончозеро кроз два засебна водотока, Кицу и Низму, који се на излазу из језера поново спајају у јединствену целину, а који Пончозеро спајају са Канозером које се налази неких десетак километара северозападније.
Акваторија Пончозера је јако издужена у смеру север-југ у дужини од 10 километра. Максимална ширина је до 3 километра. Под ледом је од краја октобра до краја маја.
Површина језерске акваторије је 19,9 км², а површина језера налази се на надморској висини од 45 метра.